# Chambre des Bourgeois de Virginie

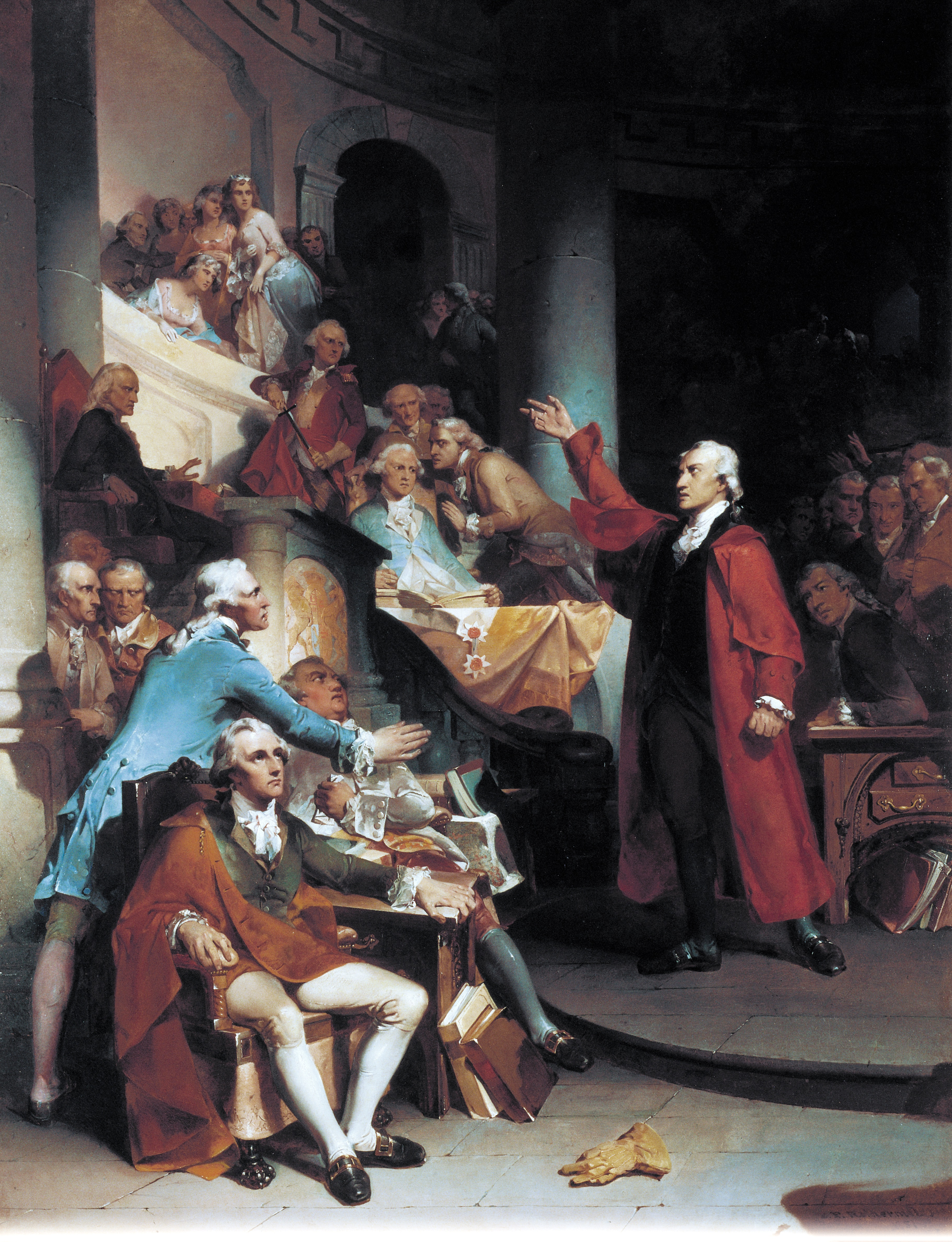
Patrick Henry devant la Chambre des Bourgeois de Virginie.

La Chambre des Bourgeois de Virginie (en anglais : House of Burgesses) était la chambre basse de la colonie de Virginie. Créée en 1619, elle était la plus ancienne assemblée législative des treize colonies britanniques d'Amérique du Nord. Le nom resta après la guerre d'indépendance américaine pour désigner l'assemblée générale de l'État de Virginie. Thomas Jefferson en fut membre entre 1767 et 1775. Après la révolution américaine, elle est remplacée par la Chambre des délégués de Virginie.